# 博加拉炮台
博加拉炮台（英語：Bokhara Battery），又稱博夏勒炮台，位於香港島南區鶴咀半島南端，面向西太平洋，是駐港英軍為加強香港島南部的海岸防衛，而於1941年建成的炮台，曾於香港保衛戰期間開火對抗日軍艦艇。炮台在二戰後被廢棄，只有部分建築物保留至今，博加拉炮台於2009年12月18日獲列入香港二級歷史建築。

## 歷史

### 規劃及建造
1930年代後期，日本對香港的威脅日增，駐港英軍只有四個正規步兵營的兵力下，決定集中防衛香港島，並且開始在香港島南部的海岸興建多座炮台，包括赤柱炮台、舂坎角炮台、黃麻角炮台、鶴咀炮台及博加拉炮台。博加拉炮台於1938年開始規劃籌建，1939年動工建造，在日軍入侵香港前夕的1941年11月完工。博加拉炮台的主要武器是兩門9.2吋口徑後裝海防炮，均是從魔鬼山的砵典乍炮台拆下來的舊炮，再轉移至此重新安裝，分別安裝在左炮床及右炮床上。博加拉炮台位處香港島鶴咀半島南端的懸崖上，面向香港島東南部的廣闊海面，可配合位處大潭灣西部赤柱半島的赤柱炮台，強化香港島南岸的防衛。除了配備兩門9.2吋海防炮，還有建有瞭望台、探照燈及射擊指揮所等設施，在炮位後方建有兩排建築物，作為營房及存放軍火的倉庫。不過相比起魔鬼山炮台，博加拉炮台因爲屬於英軍調整防衛策略後在香港島緊急增建的海防炮台，爲了能夠早日落成使用，所以博加拉炮台並沒有設置地下彈藥庫。炮台建成後直屬於東區防守總部。在鶴咀半島的山腰另建有裝備兩門4吋海防炮的鶴咀炮台，用以加強博加拉炮台的防衛，防止敵軍威脅博加拉炮台的後方。

### 香港保衛戰
1941年12月8日，日本發動太平洋戰爭並入侵香港，香港保衛戰爆發，博加拉炮台曾經於12月8日及16日兩度向駛近香港島的日本海軍驅逐艦開火。雖然位於香港島的炮台有效地阻止日本海軍艦艇駛近香港島助戰，但因為作為入侵香港主力的日本陸軍是採取由北向南的攻勢，所以在香港島南岸的大部分炮台對戰局沒有顯著的影響。日軍於12月18日晚上在香港島東北岸登陸，之後向香港島西部及南部步步進迫。12月19日，面對人力物力皆佔優的日軍，港島東旅指揮官華里士准將決定收縮防線，將守軍餘下的大部分兵力集中到赤柱半島一帶，以便以赤柱炮台為核心組織更有效的抵抗，並可避免在鶴咀半島的守軍因日軍南下而被分割及孤立。駐守博加拉炮台的守軍接到撤退指令後，隨即破壞炮台設施以防被日軍利用，再撤到赤柱半島，並作戰至12月26日港島東旅接獲投降指令為止。

### 戰後及保育情況
1945年8月香港重光後，博加拉炮台因為沒有實際需要而被廢棄，炮台的設施亦被移除。在炮台東面的鶴咀半島岬角建有已被列入香港法定古蹟的鶴咀燈塔，後來該處附近加建香港大學太古海洋科學研究所宿舍，又加蓋屬於電訊盈科的海底通訊電纜設施。2009年12月，古物諮詢委員會對炮台的現存建築物進行評審後，博加拉炮台被列為香港二級歷史建築。炮台的右炮床於2002至2012年間被裝設了無線電通訊天線，而炮台的觀測站及探照燈平台的建築物於2012年被發現出現倒塌的情況。

## 圖片

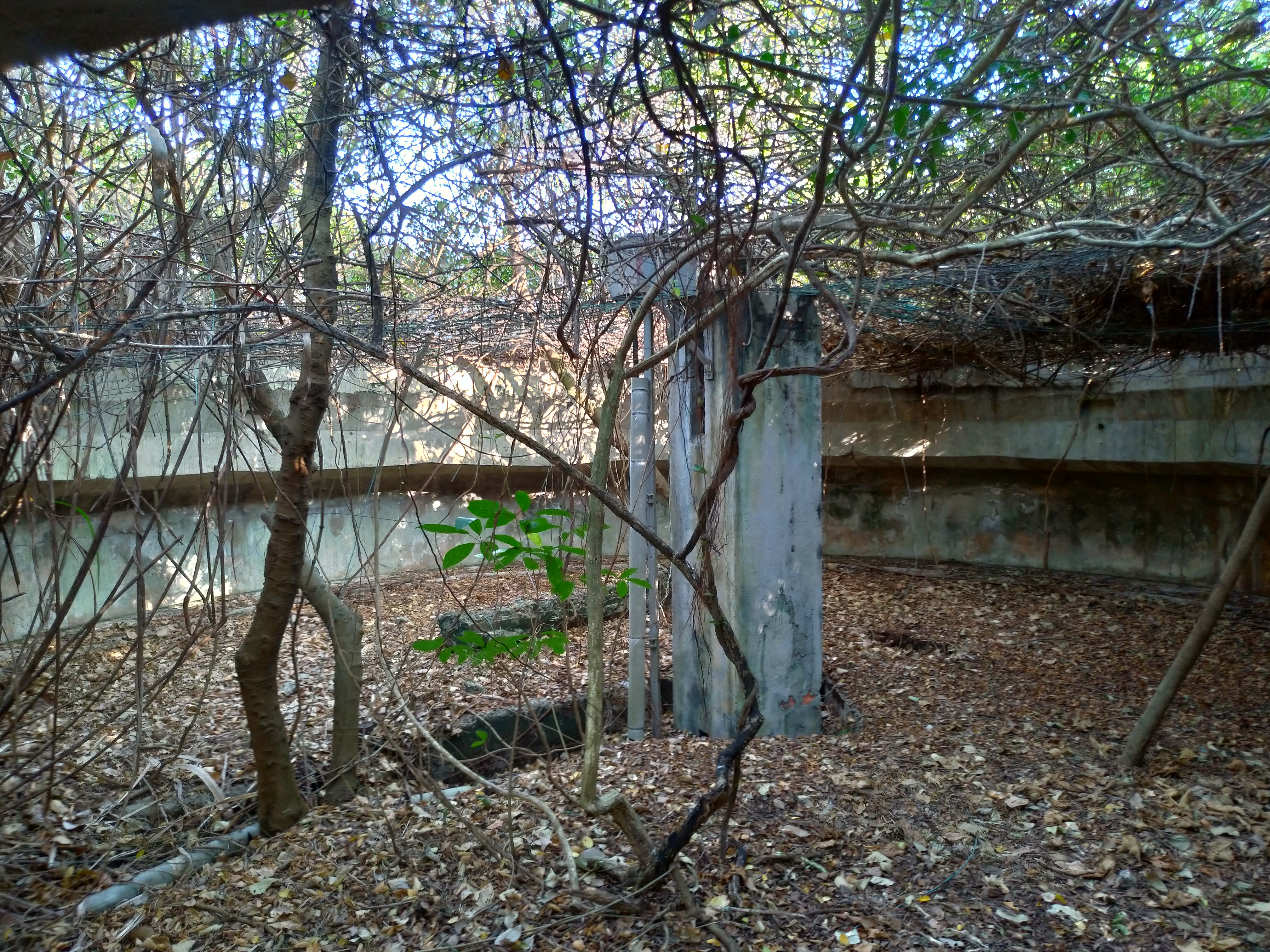
曾經裝有9.2吋口徑海防炮的左炮床。
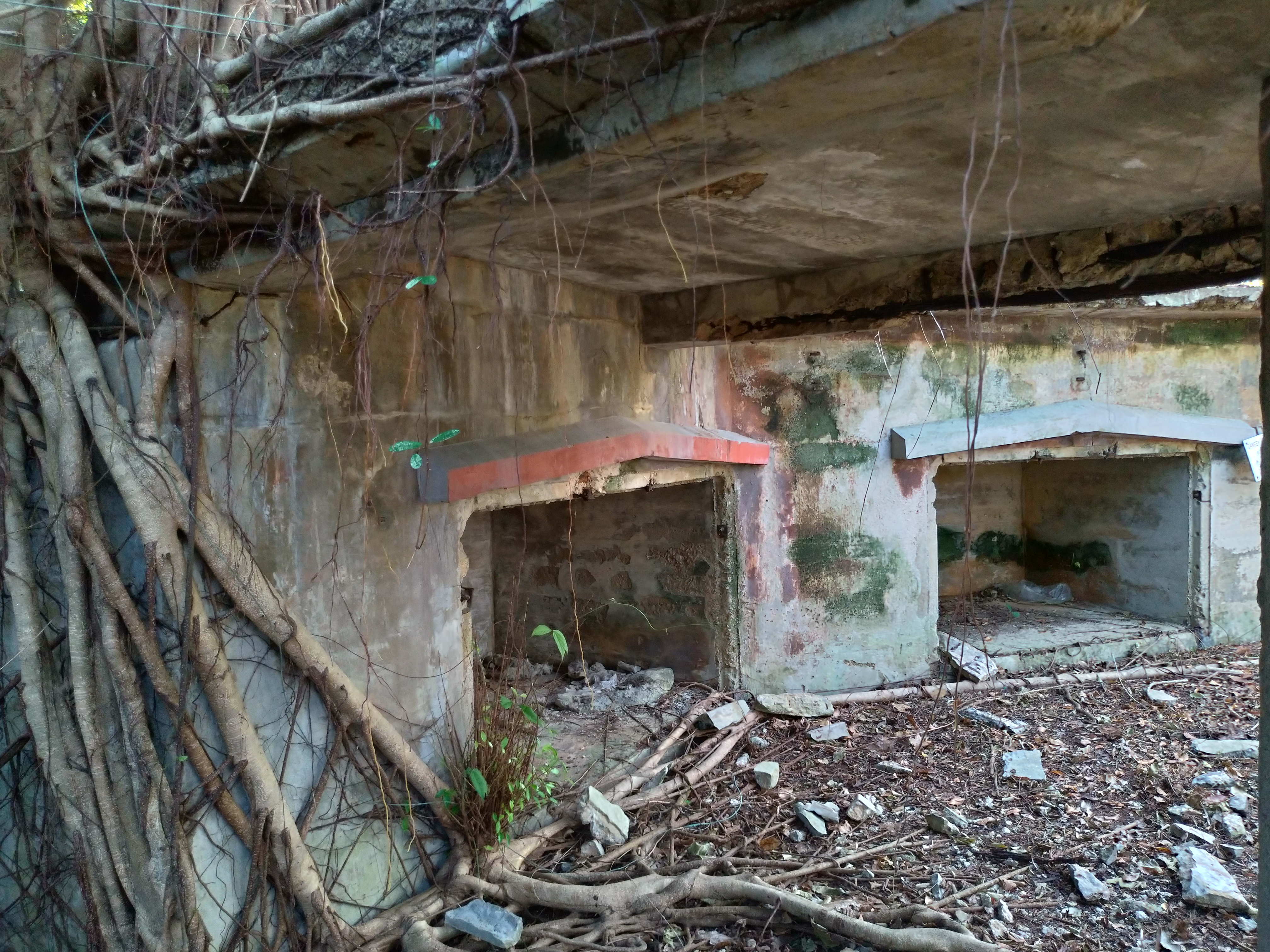
左炮床附近的彈藥存放處。
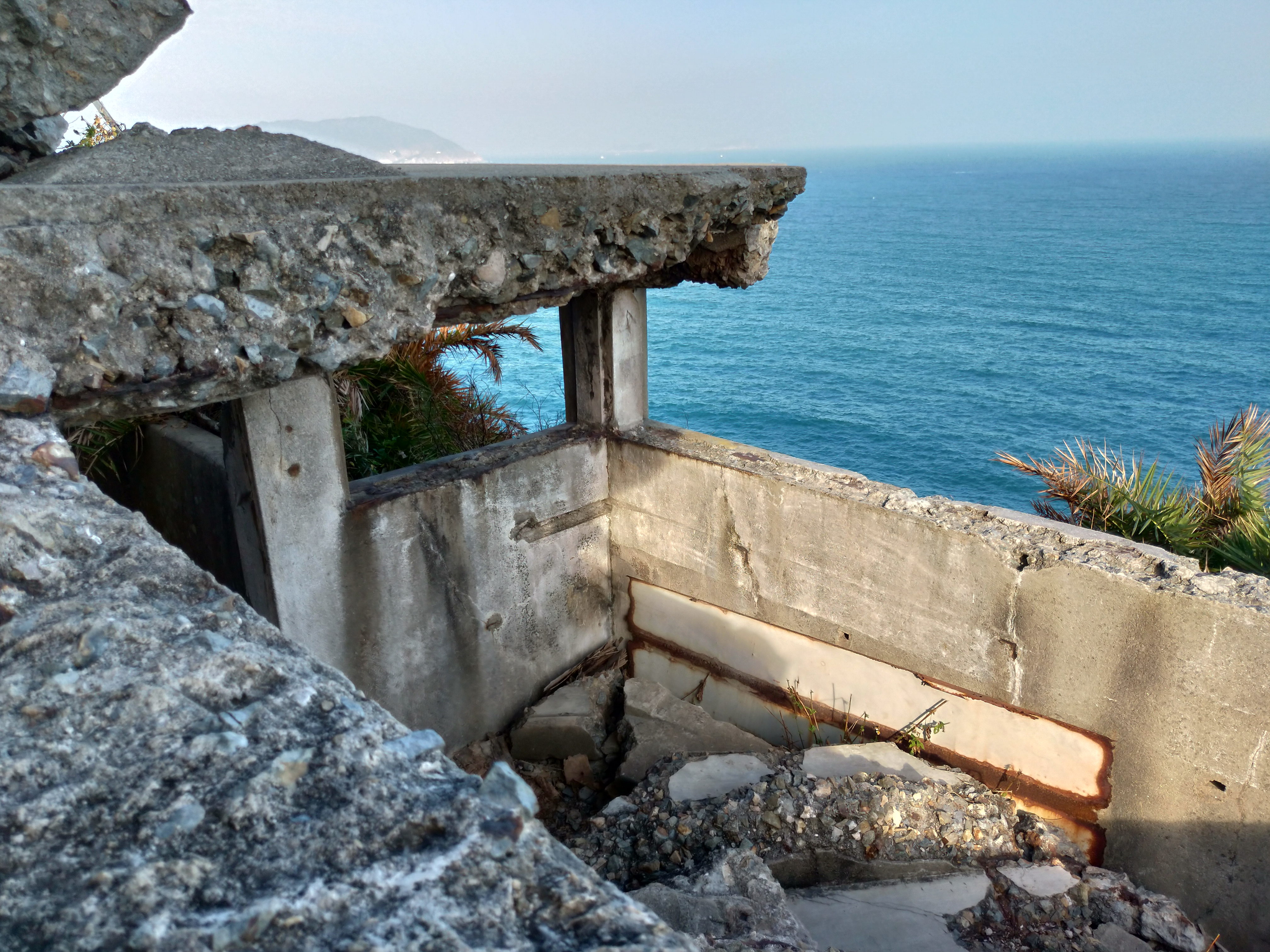
炮台觀測站有部分結構已經倒塌。
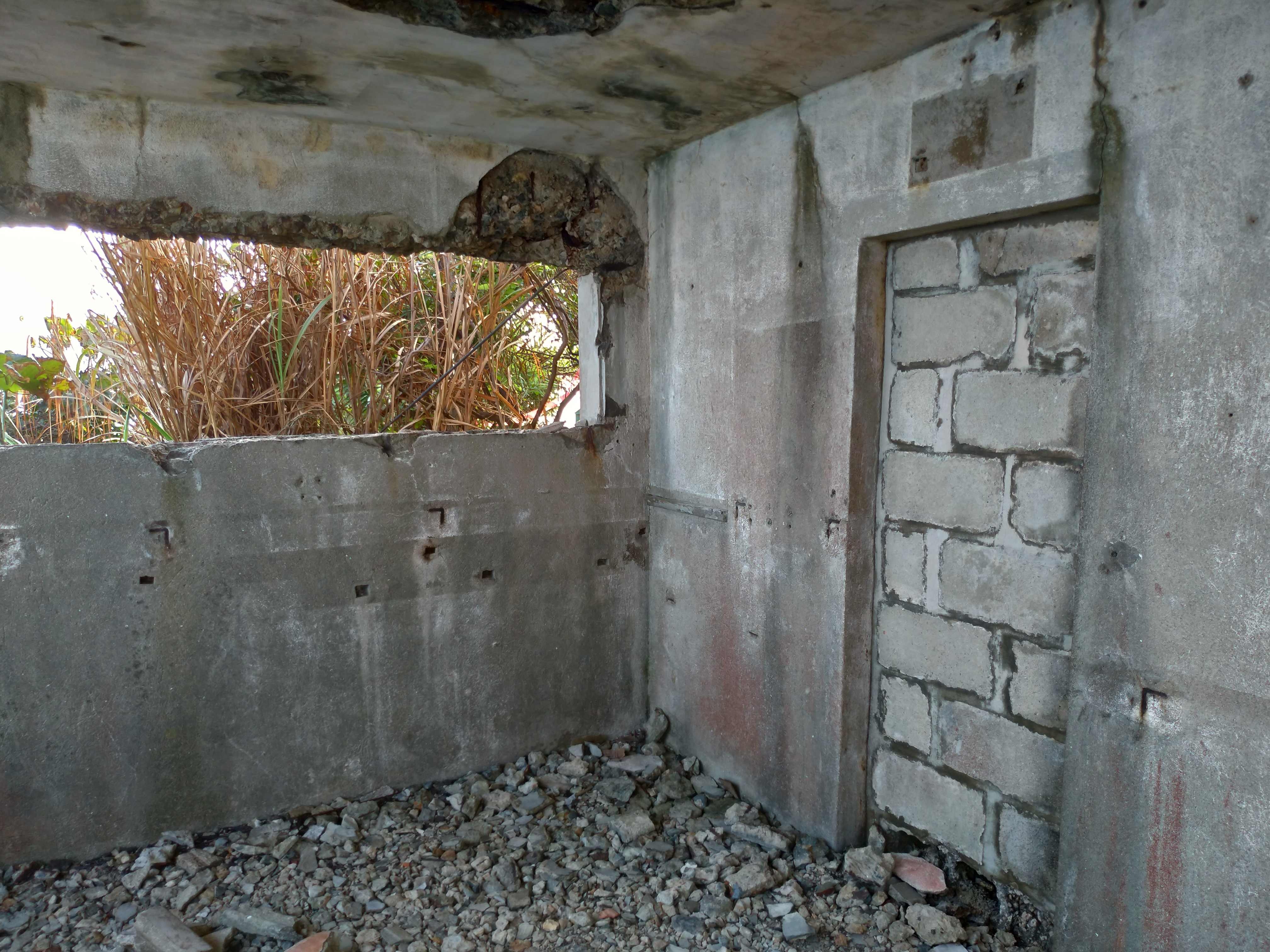
炮台觀測站的內部。
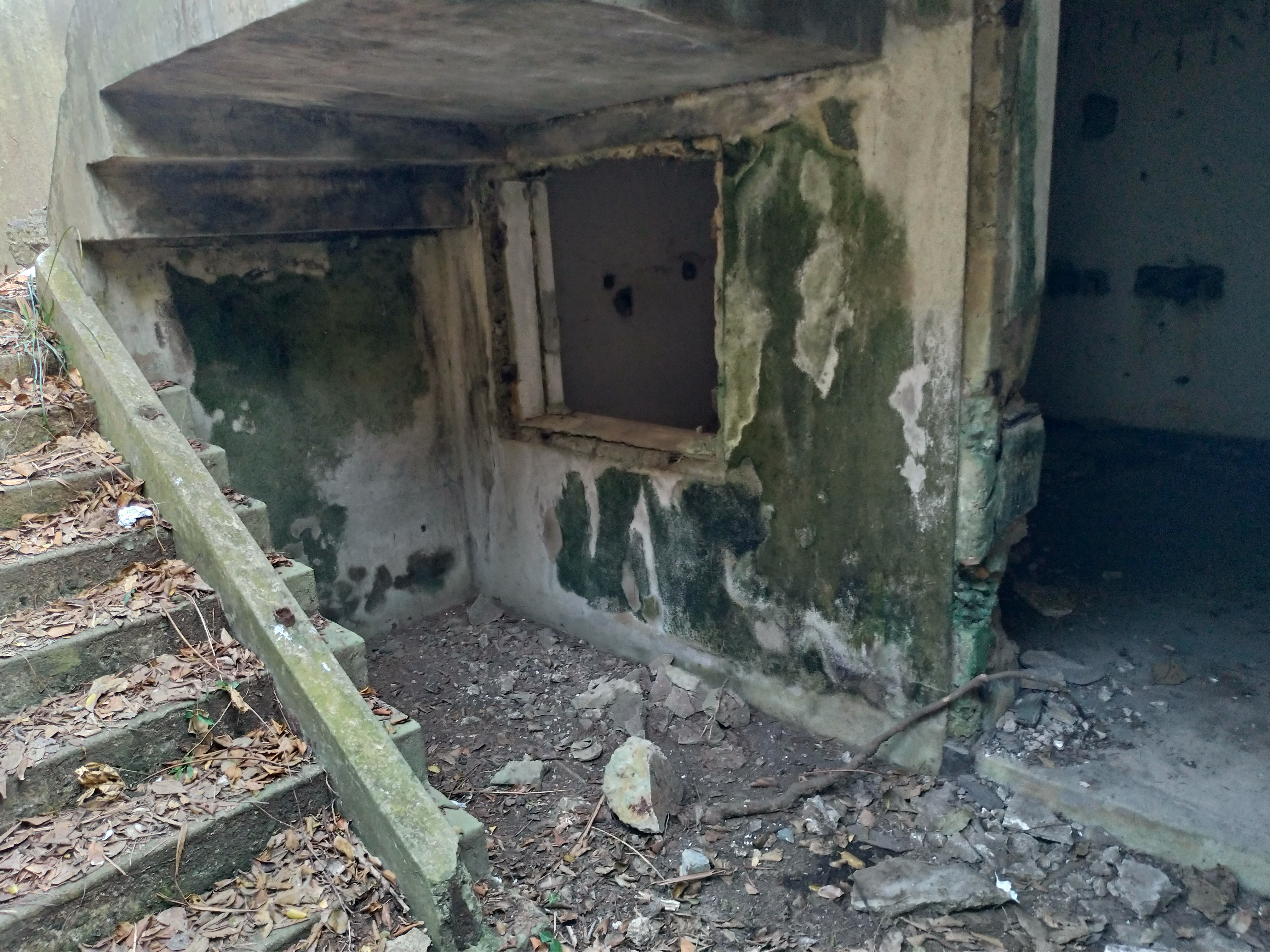
炮台觀測站的下層。
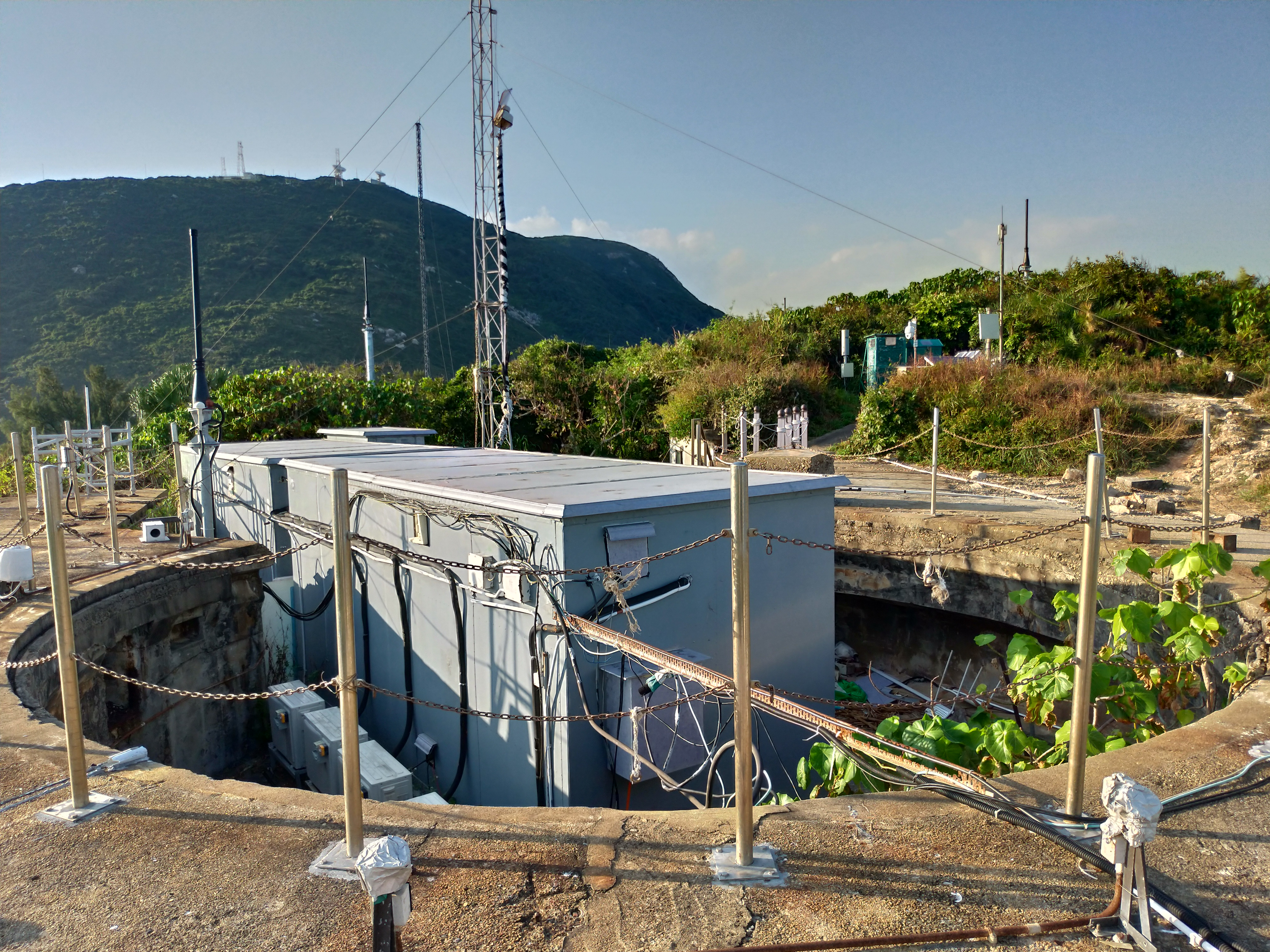
曾經安裝9.2吋口徑海防炮的右炮床，現在被用來放置氣象監測設施。
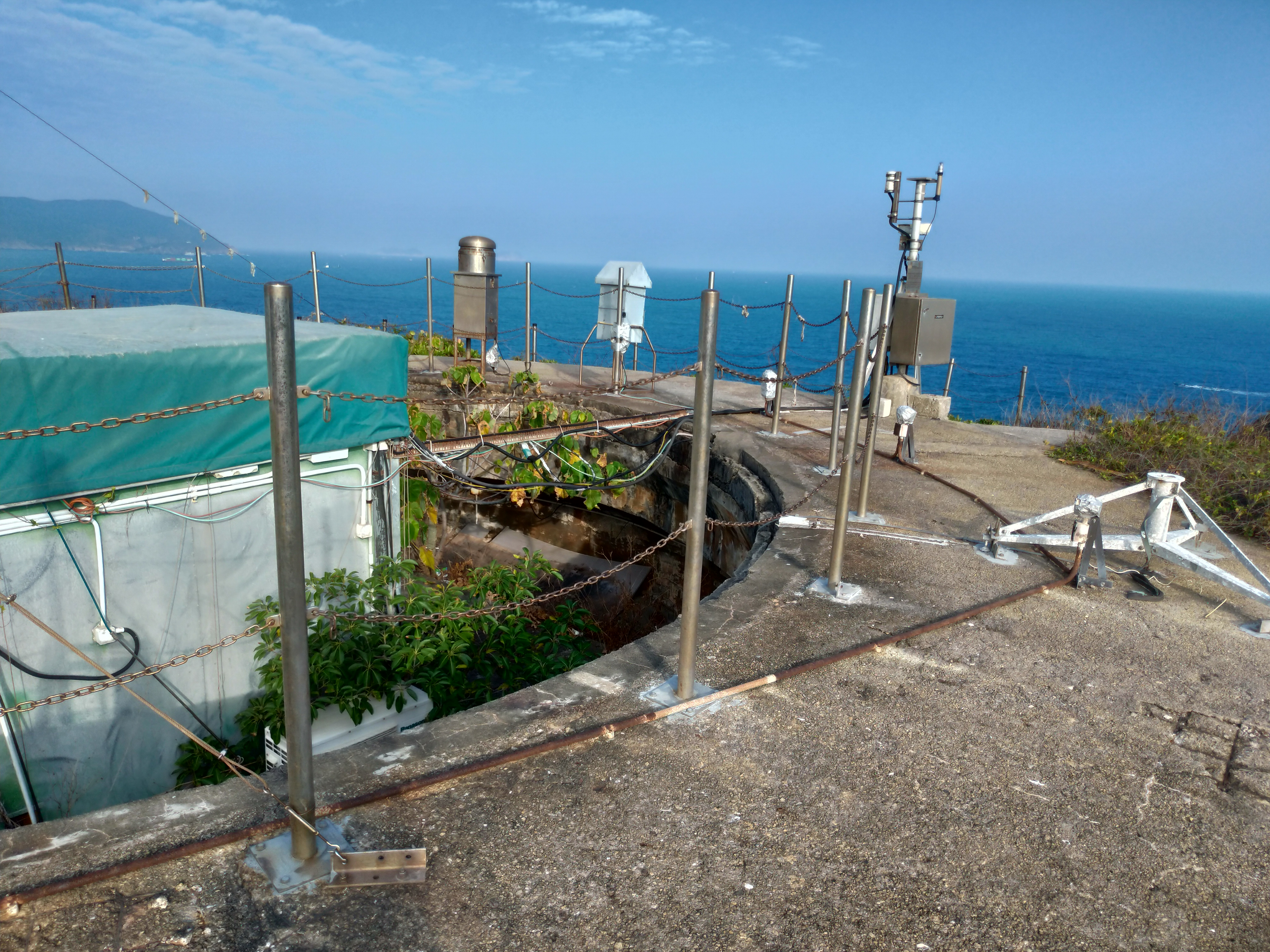
面向香港島東南方廣闊海面的9.2吋口徑海防炮炮位。
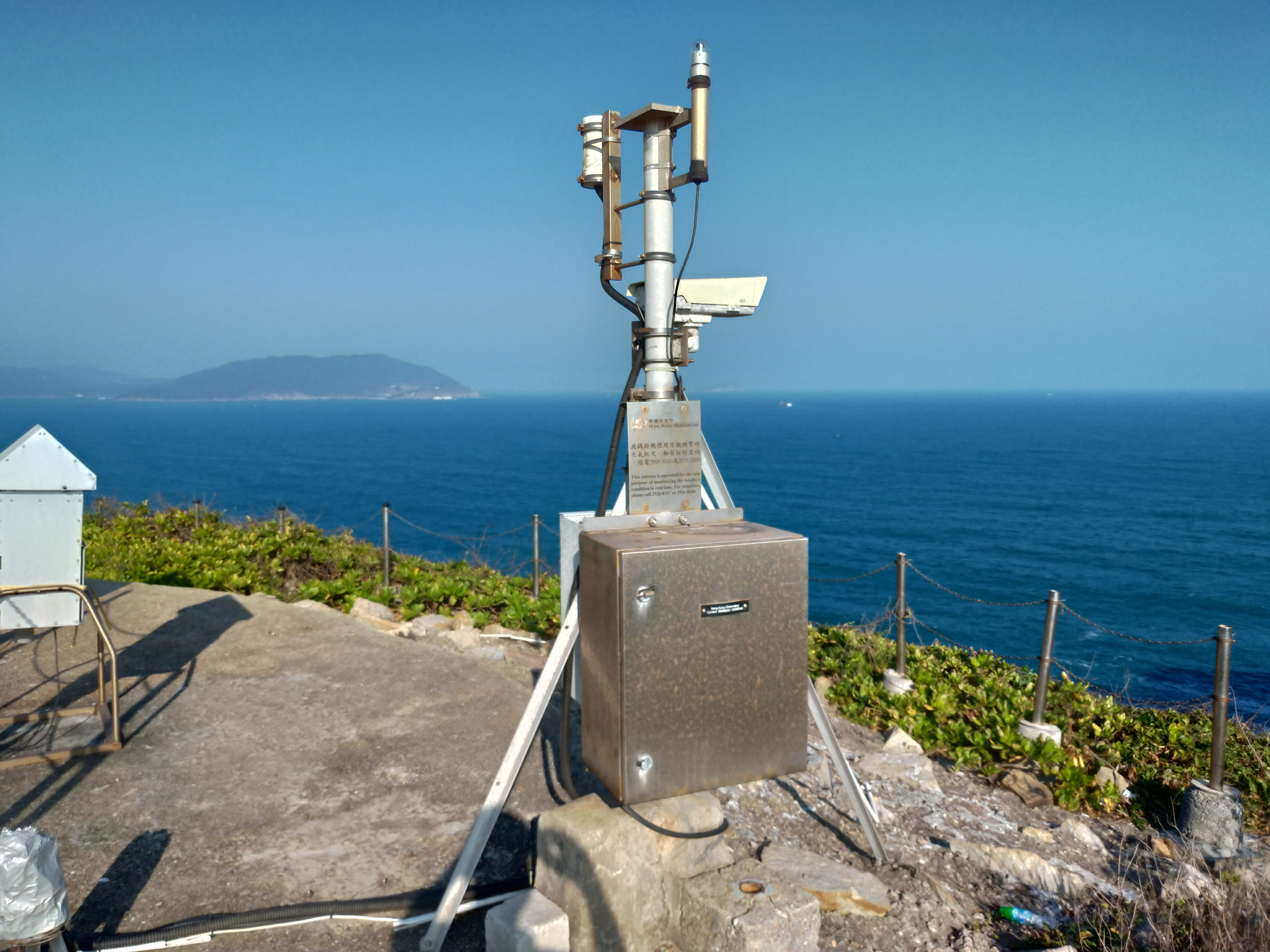
香港天文台在炮位上安裝的氣象監察攝影機。